# Le Vieux Comédien
Pour plus de détails, voir Fiche technique et Distribution.
Le Vieux Comédien (After the Show) est un film muet américain réalisé par William C. de Mille, sorti en 1921.

## Fiche technique
- Titre : Le Vieux Comédien
- Titre original : After the Show
- Réalisation : William C. de Mille
- Scénario : Vianna Knowlton, Hazel Christie MacDonald, d'après The Stage Door de Rita Weiman
- Directeur de la photographie : L. Guy Wilky
- Société de production : Famous Players-Lasky Corporation
- Dates de sortie : 
  - États-Unis : 9 octobre 1921
  - France : 13 avril 1923

## Distribution
- Jack Holt : Larry Taylor
- Lila Lee : Eileen
- Charles Ogle : Pop O'Malley
- Eve Southern : Naomi Stokes
- Shannon Day : Lucy
- Carlton S. King : Mr. McGuire
- Stella Seager : Vera
- Ethel Wales : la propriétaire
- William Boyd : non crédité